# Bidens mannii
Bidens mannii là một loài thực vật có hoa thuộc họ Asteraceae.
Loài này chỉ có ở Cameroon.
Môi trường sống tự nhiên của chúng là đồng cỏ nhiệt đới hoặc cận nhiệt đới vùng đất cao.
Chúng hiện đang bị đe dọa vì mất môi trường sống.